# PlayStation VR2
PlayStation VR2 (PS VR2) — гарнитура виртуальной реальности для домашней игровой консоли PlayStation 5, разработанная Sony Interactive Entertainment. Выпущена 22 февраля 2023 года.

## История
Первая PlayStation VR от Sony была выпущена в 2016 году. Первые подробности о PS VR2 появились ещё в феврале 2021 года. В январе 2022 года Sony объявила о разработке PS VR2 и игры Horizon Call of the Mountain для неё.
Официальный анонс PlayStation VR2 для PlayStation 5 состоялся на выставке Consumer Electronics Show 2022 года.

## Характеристики
Гарнитура подключается к консоли PlayStation 5 с помощью одного кабеля USB-C. В отличие от PlayStation VR первого поколения, которая отслеживала движения игрока с помощью одной камеры PlayStation, PS VR2 отслеживает движения с помощью четырёх камер, установленных на гарнитуре.
PlayStation VR2 имеет OLED-панель с разрешением экрана 4K. Каждый глазной дисплей будет иметь разрешение 2000 x 2040 пикселей. В качестве графического улучшения используется отслеживание взгляда. Это означает, что только те элементы, которые находятся в непосредственном поле зрения игрока, прорисовывается более детально, в отличие от предметов в периферийном зрении игрока.
Вместе PS VR2 были представлены новые контроллеры, получившие название Sense. Контроллеры обслуживает прикосновения пальцев, а также обеспечивают тактильную обратную связь.